# Alexandre Brongniart
Alexandre Brongniart (Parigi, 5 febbraio 1770 – Parigi, 7 ottobre 1847) è stato un chimico, geologo e zoologo francese.
È conosciuto principalmente per le sue ricerche in ambito mineralogico.

## Biografie
Figlio di Alexandre-Théodore Brongniart (1739-1813), l'architetto che realizzò il palazzo della Borsa, nipote di Antoine-Louis Brongniart (1742-1804), chimico al Museo nazionale di storia naturale di Francia a Parigi, si interessò molto presto alle scienze naturali e prese parte alla fondazione nel 1788 della Société philomatique. Egli venne nominato ingegnere delle miniere nel 1794, professore di storia naturale alla École centrale des Quatre-Nations nel 1796, e poi succedette a René Just Haüy (1743-1822) nella cattedra di mineralogia al Museo Nazionale di Storia Naturale di Parigi.
Nel 1800, a seguito della pubblicazione del suo scritto, Mémoire sur l'Art de l'émailleur (Memorie sull'Arte dello smaltatore), Claude-Louis Berthollet lo fece nominare direttore della Manufacture nationale de Sèvres (un centro di produzione della porcellana assai noto), posto che conserverà fino alla sua morte nel 1847. Grazie a tale carica, egli rinnovò e perfezionò l'industria della pittura su vetro, che si credeva perduta, e creò il Musée céramique (del quale pubblicò la Descrizione insieme a Denis Désiré Riocreux (1791-1872)).
Nel 1807, fece pubblicare il Traité élémentaire de minéralogie (Trattato elementare di mineralogia), che divenne rapidamente un classico di questa materia. Dopo la pubblicazione nel 1810 del Essai sur la géographie minéralogique des environs de Paris (Saggio sulla geografia mineralogica dei dintorni di Parigi), scrisse in collaborazione con Georges Cuvier nel 1812, una Description géologique des environs de Paris (Descrizione geologica dei dintorni di Parigi), poi rivista nel 1822. Con i suoi lavori nella pianura parigina, Brongniart può essere considerato il fondatore della paleontologia stratigrafica (o biostratigrafia): da quel momento in avanti i fossili avrebbero giocato un ruolo fondamentale nella datazione cronologica relativa dei terreni sedimentari. Egli rese più precisa questa datazione, e in particolare la suddivisione dei terreni terziari, in uno scritto pubblicato nel 1829: Tableau des terrains qui composent l'écorce du globe - essai sur la structure de la partie connue de la Terre (Descrizione dei terreni che compongono la crosta terrestre - Saggio sulla struttura della parte conosciuta della Terra).
Il nome di Alexandre Brongniart è anche rimasto associato alla parola ofiolite (dal greco "ophis", serpente), che impiegò nel 1813 per classificare una roccia il cui aspetto ricorda quello della pelle del serpente. Oggi, questo termine non indica più solamente la roccia stessa (ribattezzata serpentinite), ma un complesso di rocce caratteristiche di una litosfera oceanica emersa, e composta in parte da serpentiniti.
Nel 1815 divenne membro dell'Institut de France e dell'Académie des sciences.
In collaborazione con Anselme Gaétan Desmarets, nel 1832 fece pubblicare la Histoire naturelle des crustacés fossiles (Storia naturale dei crostacei fossili), e nel 1844 un Traité des arts céramiques ou des Poteries (Trattato delle arti ceramiche o delle terrecotte), due volumi in ottavo, con l'atlante, considerato un capolavoro, che riassume le ricerche di tutta la sua vita.
Ma la mineralogia non fu il suo unico ambito di interesse. Brongniart si interessò anche di zoologia: a lui, infatti, si deve la suddivisione dei Rettili in quattro Ordini: i Sauri, i Batraci (in seguito separati dai Rettili e trasformati nella Classe degli Anfibi), i Cheloni e gli Ofidi.
Fu padre del botanico Adolphe Théodore Brongniart (1801-1876) ed ebbe come generi il naturalista Victor Audouin (1797-1841) e il chimico Jean-Baptiste Dumas (1800-1884).
| Al.Brongn. è l'abbreviazione standard utilizzata per le piante descritte da Alexandre Brongniart. Consulta l'elenco delle piante assegnate a questo autore dall'IPNI. |

| Brongniart è l'abbreviazione standard utilizzata per le specie animali descritte da Alexandre Brongniart. Categoria:Taxa classificati da Alexandre Brongniart |